# Cancroidea
Cancroidea es una superfamilia de cangrejos que contiene a las familias Atelyciclidae y Cancridae. Otras cuatro familias han sido trasladadas a nuevas superfamilias: Cheiragonidae hacia Cheiragonoidea, Corystidae hacia Corystoidea, Pirimelidae y Thiidae hacia Portunoidea.